# Гимназија Босилеград

Гимназија Босилеград је гимназија општег типа која се налази Босилеграду. Једна је од најстаријих гимназија у Србији.

## Историја
Темељи образовања у Босилеграду постављени су изградњом цркве Свете Тројица у селу Извор 1833. године. При цркви је у то време отворена прва школа, а од целокупног становништва, од њих око 16.000, само је 111 елементарно писмених људи. Крајем 19. века широм општине отварају се основне школе у којима предају учитељи из Босилеградског краја. Почетком 1890. године отвара се прва школа у Босилеграду, а први учитељ у школи био је Антон Харизанов. Од 1900. до 1919. године у Босилеграду радила и Трекљанска прогимназија, чиме је проценат писмених достигао 30%.
Указом бугарског цара Бориса III почиње изградња гимназије у Босилеграду, а 5. новембра 1941. године по први пут отвара врата Гимназија Кнегиња Марија Лујза која је после 1945. године променила назив у Гимназија Иван Караиванов. Државна реална гимназија у Босилеграду отворена је 1946. године и као таква радила је до 1. септембра 1956. године, када решењем Народног одбора среза Врање - Савета за школство под бројем 3451 од 17. фебруара 1956. године прераста у Вишу гимназију Георги Димитров. Виша гимназија Георги Димитров је радила до 1960. године, када је отворена Економска школа, кроз коју су прошле само три генерације ученика. Решењем Народног одбора среза Врање број 4262/62 од 6. јула 1962. године отвара се поново гимназија у Босилеграду, а сукцесивно се укида Економска школа почев од школске 1962/1963. године. Решењем Народног одбора среза Врање под бројем 03-7771/1-62 од 11. октобра 1962. године гимназија у Босилеграду добија назив Иван Караиванов. Одлуком Скупштине општине Босилеград 1976. године отвара се Образовни центар Иван Караиванов. Образовни центар Иван Караиванов укида се 1990. и од 1990. године до данас ради под именом Гимназија. У школској 2015/16. години Гимназију похађа око 250 ученика. У самој згради налази се и једно одељење техничке школе из Врања у којима ученици похађају смерове економије и аутоелектронике. Од 2014. године постоји и једно одељење на бугарском језику. 

## Дом ученика
Због велике разуђености терена у Босилеграду и сеоским центрима постоје и раде школски интернати са кухињама за смештај и боравак ученика, који због велике удаљености не могу да одлазе својим кућама и током школске године бораве у овим објектима. Дом ученика у Босилеграду намењен је за ученике основне и средње школе, а саграђен је 1989. године. Пошто су зиме у Босилеграду углавном дугачке и у том периоду је отежано обављање спортско-рекреативних активности деце, омладине и одраслих, изграђена је спортска сала.

## Школске секције
Сваке школске године у школи успешно раде секције: рецитаторска, литерарна, драмска, одбојкашка, ликовна, математичара, историјска, информатике и рачунарства, хемијска, фудбалска, кошаркашка, фолклорна, рукометна, стоног тениса и шаховска. Захваљујући резултатима редовне наставе и ваннаставних активности, сваке школске године на такмичењима и смотрама учествује до 200 ученика школе, од општинског до републичког такмичења, узимајући појединачна и екипна учешћа.
У оквиру Гимназије налази се и:
- Центар за културу - Босилеград
- Културно-информативни центар Босилеград бугарске националне мањине у Србији

## Галерија слика Гимназије
- Школско двориште са Гимназијом
- Гимназија из даљине
- Улаз у Гимназију
- Први спрат Гимназије
- Степениште Гимназије
- Други спрат Гимназије
- Трећи спрат Гимназије
- Биолошки кабинет Гимназије
- Хемијски кабинет Гимназије
- Математички кабинет Гимназије
- Дом ученика у Босилеграду